# ويلارد إي. بف
ويلارد إي. بف (بالإنجليزية: Willard E. Pugh)‏ هو ممثل أمريكي، ولد في 16 يونيو 1959 في ممفيس في الولايات المتحدة.

## أعمال

### أفلام
- (1985) التلال لها عيون 2
- (1985) اللون الأرجواني[2]
- (1990) روبوكوب 2[3][4][5]
- (1997) اختطاف طائرة الرئيس[6][7][8]

## وصلات خارجية
- ويلارد إي. بف على موقع IMDb (الإنجليزية)
- ويلارد إي. بف على موقع ألو سيني (الفرنسية)
- ويلارد إي. بف على موقع أول موفي (الإنجليزية)
- ويلارد إي. بف على موقع قاعدة بيانات الفيلم (الإنجليزية)
- ويلارد إي. بف على موقع كينوبويسك (الروسية)